# Stefan Ludwik Grodecki

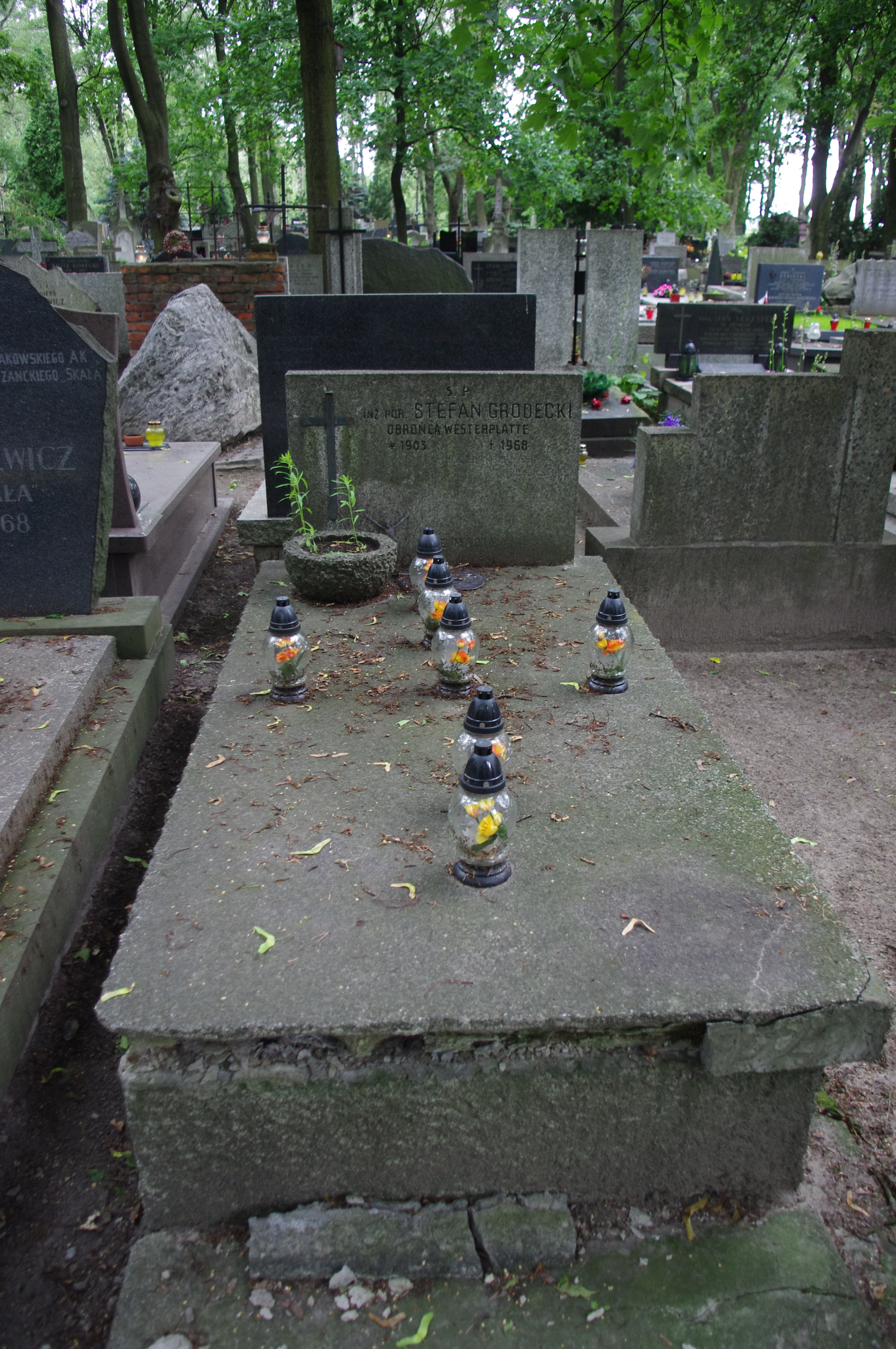
Grób por. Stefana Ludwika Grodeckiego na Cmentarzu Wojskowym na Powązkach w Warszawie

Stefan Ludwik Grodecki vel Stefan Gnyś (ur. 25 sierpnia 1903 w Niedźwiedziu, zm. 16 sierpnia 1968 w Warszawie) – porucznik Wojska Polskiego, obrońca Westerplatte, odznaczony Orderem Virtuti Militari.

## Zarys biografii
Był synem Jana i Karoliny. Szkołę powszechną ukończył w 1915, egzamin dojrzałości zdał w 1923. Rozpoczął studia na Politechnice Gdańskiej na wydziale budowy maszyn i elektryki, lecz ich nie ukończył, gdyż 14 sierpnia 1929 został powołany do czynnej służby wojskowej w Szkole Podchorążych Lotnictwa w Dęblinie i w 2 pułku lotniczym w Krakowie. We wrześniu 1930 przeniesiono go do rezerwy. Na stopień podporucznika został mianowany ze starszeństwem z 1 stycznia 1932 i 84. lokatą w korpusie oficerów rezerwy aeronautyki.
1 sierpnia 1934 został przyjęty do pracy w Wojskowej Składnicy Tranzytowej na Westerplatte. Sprawował tam nadzór nad urządzeniami technicznymi, dźwigami w basenie portowym, siecią wodociągową i elektryczną. Na stopień porucznika został mianowany ze starszeństwem z 1 stycznia 1936 i 40. lokatą w korpusie oficerów rezerwy aeronautyki. Podczas obrony WST we wrześniu 1939, był adiutantem majora Henryka Sucharskiego. Po kapitulacji Westerplatte trafił do niewoli niemieckiej, którą przebył jako jeniec wojenny w Oflagu II C Woldenberg.
Po oswobodzeniu oflagu powrócił do Polski i do października 1945 pracował na kierowniczym stanowisku w porcie morskim Gdańsk. W latach 1945–1950 był zatrudniony w Centrali Zbytu Produktów Przemysłu Węglowego Gdańsk-Gdynia jako starszy inżynier ruchu, kierownik techniczny portu węglowego, a następnie jego główny inżynier. Od stycznia 1950 do kwietnia 1954 był naczelnym inżynierem ruchu w Zarządzie Portu Gdańsk-Gdynia. W kwietniu 1954 – po reorganizacji przedsiębiorstwa portowego – został przeniesiony do Warszawy na stanowisko głównego mechanika w Ministerstwie Żeglugi-Centralnym Zarządzie Portów.
Był członkiem Związku Polaków (do 1939), Związku Obrońców Westerplatte i ZBoWiD-u. Zmarł 16 sierpnia 1968. Został pochowany na warszawskim Cmentarzu Wojskowym na Powązkach (kwatera B18, rząd 1, grób 8).
Stefan Ludwik Grodecki był żonaty z Joanną z domu Kramarz, z którą miał dwoje dzieci: Jana (ur. 1946) i Barbarę (ur. 1949). Jego rodzonym bratem był ks. prałat Stanisław Grodecki (1906 - 1983), w czasie wojny kapelan 8 pułku ułanów i więzień KL Dachau. Po wojnie proboszcz parafii św. Mikołaja w Krakowie. 

## Ordery i odznaczenia
- Krzyż Srebrny Orderu Virtuti Militari – 1945
- Krzyż Kawalerski Orderu Odrodzenia Polski – 1955
- Złoty Krzyż Zasługi – 1952
- Srebrny Krzyż Zasługi – 1946
- Brązowy Medal za Długoletnią Służbę – 1938
- Medal za Odrę, Nysę, Bałtyk – 1947
- Medal Zwycięstwa i Wolności 1945
- Medal 10-lecia Polski Ludowej
- Złota odznaka honorowa „Zasłużony Pracownik Morza” – 1956

## Film
W wyreżyserowanym przez Stanisława Różewicza filmie fabularnym Westerplatte postać por. Stefana Grodeckiego zagrał Mieczysław Milecki. Z kolei w filmie Tajemnica Westerplatte w reżyserii Pawła Chochlewa Grodeckiego zagrał Borys Szyc.